# Édouard Dunod de Charnage
Ne doit pas être confondu avec François-Joseph Dunod de Charnage ou François Ignace Dunod de Charnage.
Sophie Édouard Dunod de Charnage (Besançon, 5 mai 1783 – Paris, 6 avril 1826) est un administrateur durant le premier Empire, Préfet durant les Cent-Jours et auteur de traités politiques.

## Biographie
Le comte Dunod de Charnage est issue d'une famille de magistrats, de la noblesse de Franche-Comté. Son grand père était le juriste et historien François Ignace Dunod de Charnage.
Il entre dans la gendarmerie d'honneur en 1803 et fait campagne en Prusse, puis se lance dans une carrière administrative. Après avoir été auditeur au conseil d'État, en 1811, il est nommé intendant de la haute Carinthie.
Il est ensuite aide de camp civil de Napoléon Ier et après quelques faits d'armes, brièvement cinquième Préfet de Lozère pendant les Cent-Jours, du 22 mars et 6 avril/29 mars 1815 et remplacé le 1er juillet. Condamné à la retraite à la chute de l'Empire, il passe le reste de ses jours à Paris, écrivant sous couvert de l'anonymat quelques traités de politique.
Il épouse la pianiste, pédagogue et compositrice Hélène de Montgeroult, le 19 janvier 1820.
Il meurt le 6 avril 1826 à Paris et est inhumé au cimetière du Père-Lachaise (11e division).
Sa devise était celle de la famille : Toujours en bon lieu.

## Écrits
- Situation de la France avec les souverains de l'Europe, 1818 [lire en ligne] lire en ligne sur Gallica.
- Traité de la monarchie en France, 1822.
- Revue politique de l'Europe, 1825 et quatre éditions.